# Fairview (Oklahoma)
Fairview település az Amerikai Egyesült Államok Oklahoma államában, Major megyében, melynek megyeszékhelye is. Lakosainak száma 2740 fő (2020. április 1.).

## Népesség
A település népességének változása:

| 2010 | 2 579 |
| 2020 | 2 740 |